# Эфиопский горный астрильд
Эфиопский горный астрильд (лат. Cryptospiza salvadorii) — птица из семейства вьюрковых ткачиков.

## Описание
Эфиопский горный астрильд достигает длины 12 см. Голова самца зеленовато-оливкового цвета, спина и гузка тёмно-карминные. Подбородок и горло светлее чем остальная нижняя часть тела, их окраска может варьировать в зависимости от подвида от соломенно-жёлтого до бледно-оливкового цвета. У кроющих крыльев отчасти кайма красного цвета, внутренняя часть крыльев имеет широкие внешние кромки карминного цвета. По бокам тела также пятна карминного цвета. Оттенки оперения сильно варьируют и могут быть более коричневатыми, более зеленоватыми или более серыми. Глаза тёмно-коричневые с красным краем века, клюв чёрный.
Самки похожи на самцов, однако окраска их оперения несколько тусклее, а количество красных пятен по бокам тела меньше.

## Распространение
Эфиопский горный астрильд обитает в горах Восточной Африки. Область распространения простирается с юга Судана и Эфиопии до горных районов на северо-западе озера Танганьики и севера Танзании. Он населяет как внутреннюю часть, так и периферию густого горного леса и встречается также в чащах по берегам ручьёв и рек. Птицы живут на высоте до 3000 м над уровнем моря.

## Питание
Эфиопский горный астрильд питается мелкими семенами, предпочитая семена щетинника. Наряду с этим он питается также семенами бальзамина (Impatiens). Гнездо из травы и волокон находится на высоте от 2 до 4 м над землёй. В кладке от 3 до 5 яиц. Период инкубации варьирует в зависимости от области распространения.

## Содержание в неволе
Эфиопский горный астрильд был впервые ввезён в Европу в 1933 году и был выставлен на показ в Лондонском зоопарке. Однако, птица редко встречается в продаже или содержится в неволе. Выводки в неволе редки.